# Martin Marxer
Martin Emanuel Marxer (* 4. Oktober 1999 in Bellinzona) ist ein liechtensteinisch-schweizerischer Fussballspieler.

## Karriere

### Verein
In seiner Jugend spielte Marxer für den USV Eschen-Mauren. Seine erste Station im Herrenbereich war die zweite Mannschaft des Hauptstadtklubs FC Vaduz, der er sich 2016 anschloss.
Zwei Jahre später kehrte er zum USV zurück, für den er ebenfalls in der zweiten Mannschaft aktiv war. Im Januar 2019 wechselte er in die Schweiz zum FC Ostermundigen. Im Sommer 2022 unterschrieb er einen Vertrag beim FC Muri-Gümligen.

### Nationalmannschaft
Marxer durchlief mehrere liechtensteinische U-Nationalmannschaften, bevor er am 28. März 2021 beim 0:5 gegen Nordmazedonien im Rahmen der Qualifikation zur Fussball-Weltmeisterschaft 2022 sein Debüt in der A-Nationalmannschaft gab, als er in der 78. Minute für Maximilian Göppel eingewechselt wurde.